# Habralebra amoena
Habralebra amoena är en insektsart som först beskrevs av Baker 1899.  Habralebra amoena ingår i släktet Habralebra och familjen dvärgstritar. Inga underarter finns listade i Catalogue of Life.